# Bicipolitana di Bologna

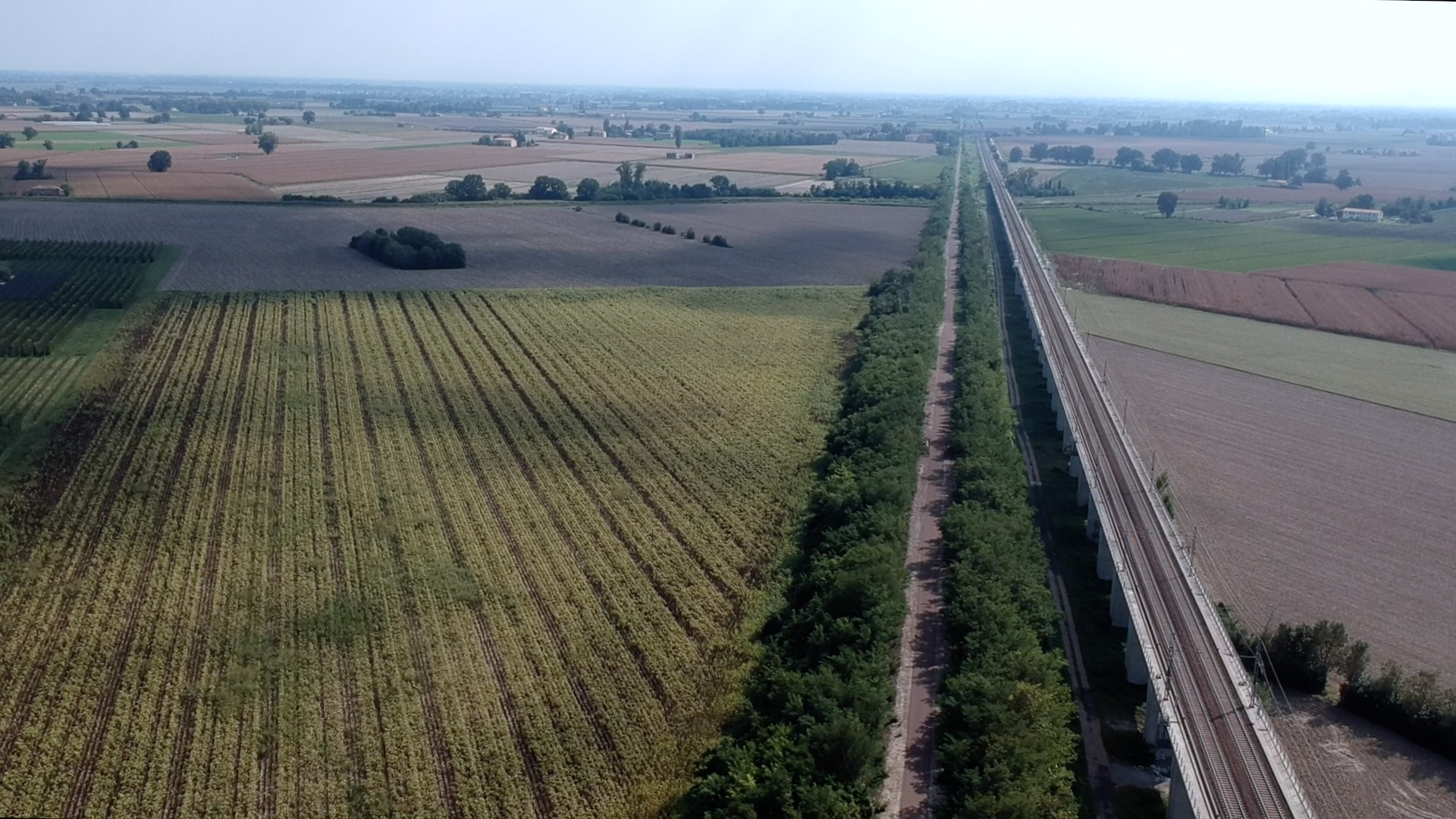
Un tratto della Ciclovia del Sole presso Crevalcore (percorso #2 della Bicipolitana), inaugurato il 13 aprile 2021

La Bicipolitana è la rete di percorsi ciclabili e cicloturistici della città metropolitana di Bologna.

## Storia
Una prima rete di percorsi ciclabili caratterizzati da un sistema di numerazione era stata individuata dal piano della ciclabilità urbana di Bologna, il Biciplan, approvato nel 2019 all'interno del Piano Generale del Traffico Urbano (PGTU) del capoluogo.
La proposta di una rete metropolitana di percorsi ciclabili è stata delineata dal Piano Urbano della Mobilità Sostenibile (PUMS) della città metropolitana di Bologna, adottato nel novembre 2019. Il PUMS ha previsto così una sistematizzazione e un'estensione all'ambito metropolitano del sistema di itinerari previsto dal Biciplan del capoluogo, introducendo la distinzione tra rete ciclabile di tutti i giorni e rete cicloturistica.

## Rete
La Bicipolitana consiste di due reti distinte: una rete per gli spostamenti di tutti i giorni, che comprende collegamenti interurbani caratterizzati da una percorribilità il più possibile diretta, e una rete per il tempo libero, che comprende itinerari a vocazione cicloturistica.
Delle 34 linee, 20 appartengono alla rete per gli spostamenti di tutti i giorni e 14 alla rete cicloturistica.

### Bicipolitana per tutti i giorni
La rete della Bicipolitana per gli spostamenti di tutti i giorni comprende 20 linee. Di queste:
- 10 sono linee radiali con origine a Bologna;
- 2 (le linee 11 e 12) sono linee territoriali che si sviluppano attorno alla città di Imola;
- 4 (le linee 13, 14, 15 e 16) sono linee trasversali di pianura, che costituiscono collegamenti interurbani tra i principali centri della pianura bolognese;
- 2 (le linee T1 e T2) sono linee tangenziali che circondano la città di Bologna;
- 2 (le linee T3 e T4) sono linee tangenziali che circondano la città di Imola.[5]

Le 20 linee della Bicipolitana per tutti i giorni sono:
| Linea | Itinerario                              | Lunghezza | Tratto realizzato (giugno 2022) | Tratto realizzato (giugno 2022) |
| ----- | --------------------------------------- | --------- | ------------------------------- | ------------------------------- |
| 1     | Anzola-Imola                            | 56,6 km   | 25,0 km                         | 44%                             |
| 2     | Crevalcore-Porretta Terme               | 113,8 km  | 49,6 km                         | 44%                             |
| 3     | Bologna-Bazzano                         | 24,8 km   | 11,2 km                         | 45%                             |
| 4     | Bologna-Parco Città Campagna            | 10,9 km   | 7,4 km                          | 68%                             |
| 5     | Bologna-Trebbo di Reno                  | 6,4 km    | 1,6 km                          | 25%                             |
| 6     | Bologna-Galliera                        | 32,7 km   | 22,5 km                         | 69%                             |
| 7     | Bologna-Malalbergo                      | 32,9 km   | 12,3 km                         | 37%                             |
| 8     | Bologna-Baricella                       | 24,6 km   | 12,9 km                         | 52%                             |
| 9     | Bologna-Molinella                       | 38,6 km   | 12,1 km                         | 31%                             |
| 10    | Bologna-Pianoro                         | 14 km     | 4 km                            | 29%                             |
| 11    | Sasso Morelli (Imola)-Casalfiumanese    | 17 km     | 16 km                           | 94%                             |
| 12    | Castel Guelfo di Bologna-Castel del Rio | 58,3 km   | 48,8 km                         | 84%                             |
| 13    | Sant'Agata Bolognese-Castenaso          | 43,9 km   | 17,7 km                         | 40%                             |
| 14    | Castel Maggiore-Medicina                | 26,5 km   | 2,9 km                          | 11%                             |
| 15    | Castello d'Argile-Minerbio              | 19,7 km   | 12,2 km                         | 62%                             |
| 16    | Crevalcore-Molinella                    | 53 km     | 19 km                           | 36%                             |
| T1    | Tangenziale interna di Bologna          | 8,4 km    | 8,4 km                          | 100%                            |
| T2    | Tangenziale esterna di Bologna          |           |                                 |                                 |
| T3    | Tangenziale interna di Imola            | 3 km      | 3 km                            | 100%                            |
| T4    | Tangenziale esterna di Imola            | 9 km      | 9 km                            | 100%                            |

### Bicipolitana per il tempo libero
La rete della Bicipolitana per il tempo libero comprende 14 linee. Di queste, 4 coincidono con linee della rete di tutti giorni: la linea 1, la 2, la 3 e la 12.
Le 14 linee della Bicipolitana per il tempo libero sono:
- 1 Ciclovia Emilia (ER8)
- 2 Ciclovia del Sole (Eurovelo 7)
- 3 Ciclovia Pedemontana (ER10)
- 12 Ciclovia del Santerno (ER25)
- 17 Ciclovia del Navile (ER21)
- 18 Ciclovia della Lana
- 19 Ciclovia del Savena
- 20 Ciclovia Alto Reno
- 21 Ciclovia Antiche Paludi Bolognesi
- 22 Ciclovia del Samoggia
- 23 Ciclovia di Mezzo (ER6)
- 24 Ciclovia della Val di Zena (ER24)
- 25 Ciclovia del Reno (ER19)
- 26 Ciclovia dell'Idice